# Lampskärm

Två mindre bordslampor med lampskärmar.

Lampskärm avser den del av en belysningsarmatur som har till uppgift att sprida, rikta eller avskärma ljuset. Ett äldre ord för lampskärm är fr:Abat-jour. Lampskärmens funktion inkluderar att minska risk för skador och obehag, genom att hindra kontakt med den varma glödlampan, men också genom att motverka bländning.

## Material
Lampskärmar som är till för att skapa belysning, stämningsbelysning eller andra effekter, är ofta tillverkade i halvgenomskinliga material. Textil, glas, metall och plast är vanligt men även andra material förekommer. Lampskärmar för arbetsplatsbelysning är ofta av metall och fungerar även som reflektorer med syfte att rikta ljuset. Förutom estetiska krav måste tillverkare av lampskärmar också ta hänsyn till krav på brandsäkerhet och elsäkerhet.

## Fästanordningar

### Lyra

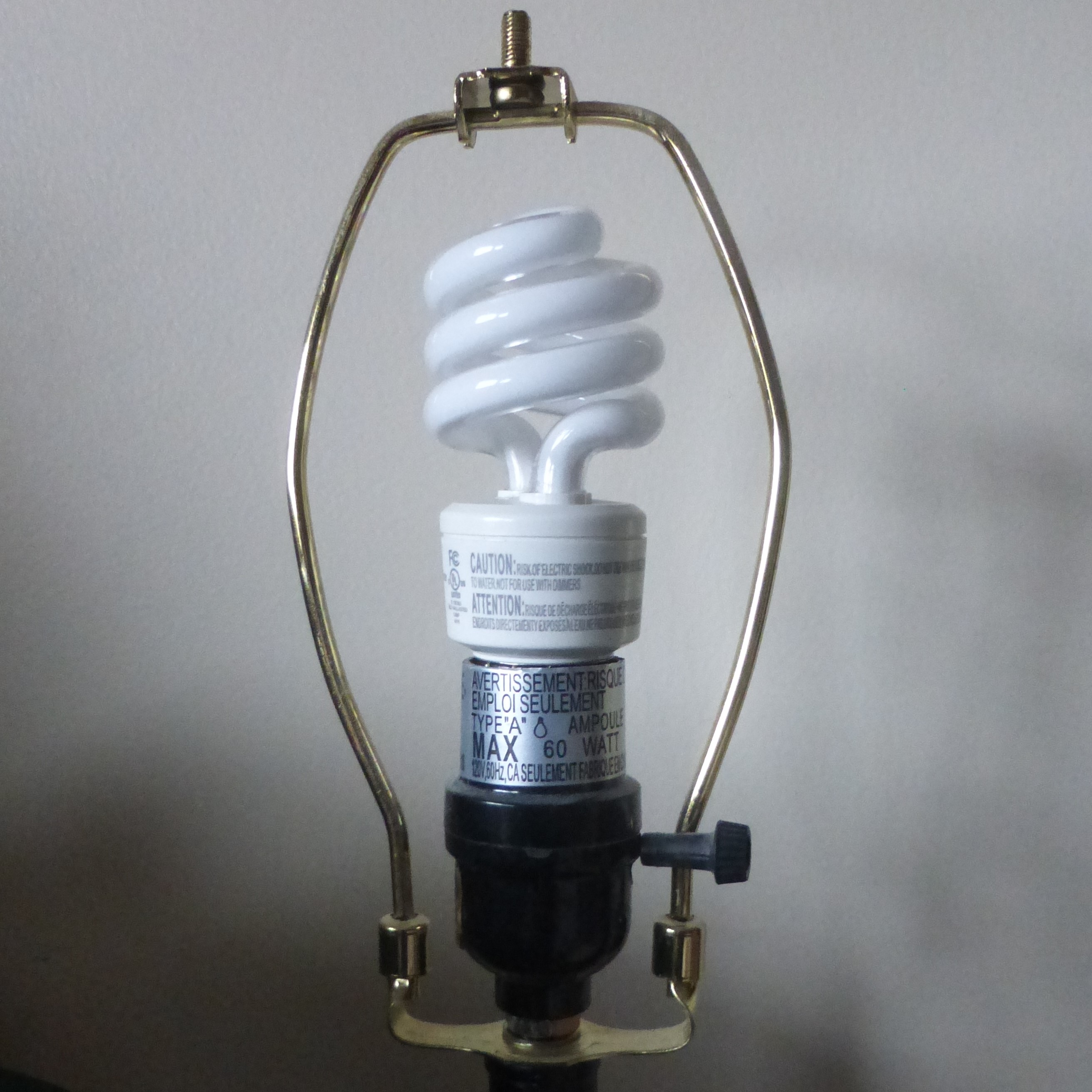
Lyra med toppgänga för att skruva fast lampskärmen (B) med en avslutningsknopp.

Vissa typer av bordsarmaturer och golvarmaturer är försedda med lyra. En lyra (engelska: Lamp harp) är en anordning som är fäst i en sadel under lamphållaren från vilken två–tre trådstänger löper längs ljuskällan och möts ovanför den. Avslutningen längst upp kan vara i form av en bricka som lampskärmen vilar på (A) eller en gänga som lampskärmen skruvas fast på (B) med en avslutningsknopp. Vissa lyror har reglerbar höjd för att anpassa lampskärmens position.

### Stomme
Den konstruktion som en lampskärm av textil bärs upp av kallas stomme. Stommen är på äldre lampskärmar gjord av kraftig ståltråd medan den på modernare lampskärmar ofta är utformad som en spänd cylinder av plastmaterial. Lampskärm med klo kläms fast direkt på ljuskällan (om den har formen av en glödlampa) medan lampskärm med bottenringfäste eller toppringfäste är avsedd för att fästas på lamphållaren mellan dess gängade lamphållareringar.

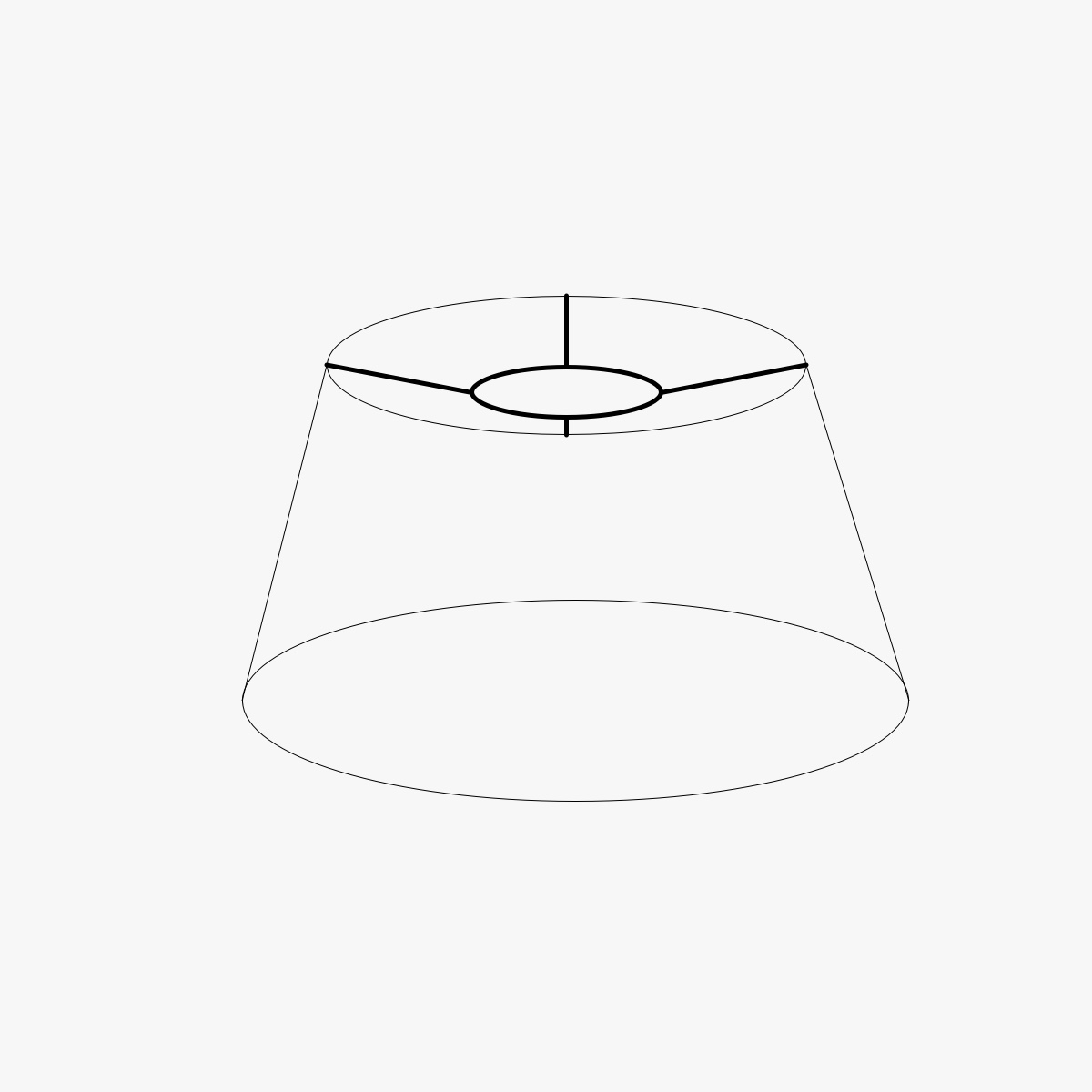
(A) Fäste för lyra där lampskärmen vilar ovanpå lyrans bricka. Vanligast på äldre stora lampskärmar samt på engelska och franska fabrikat.
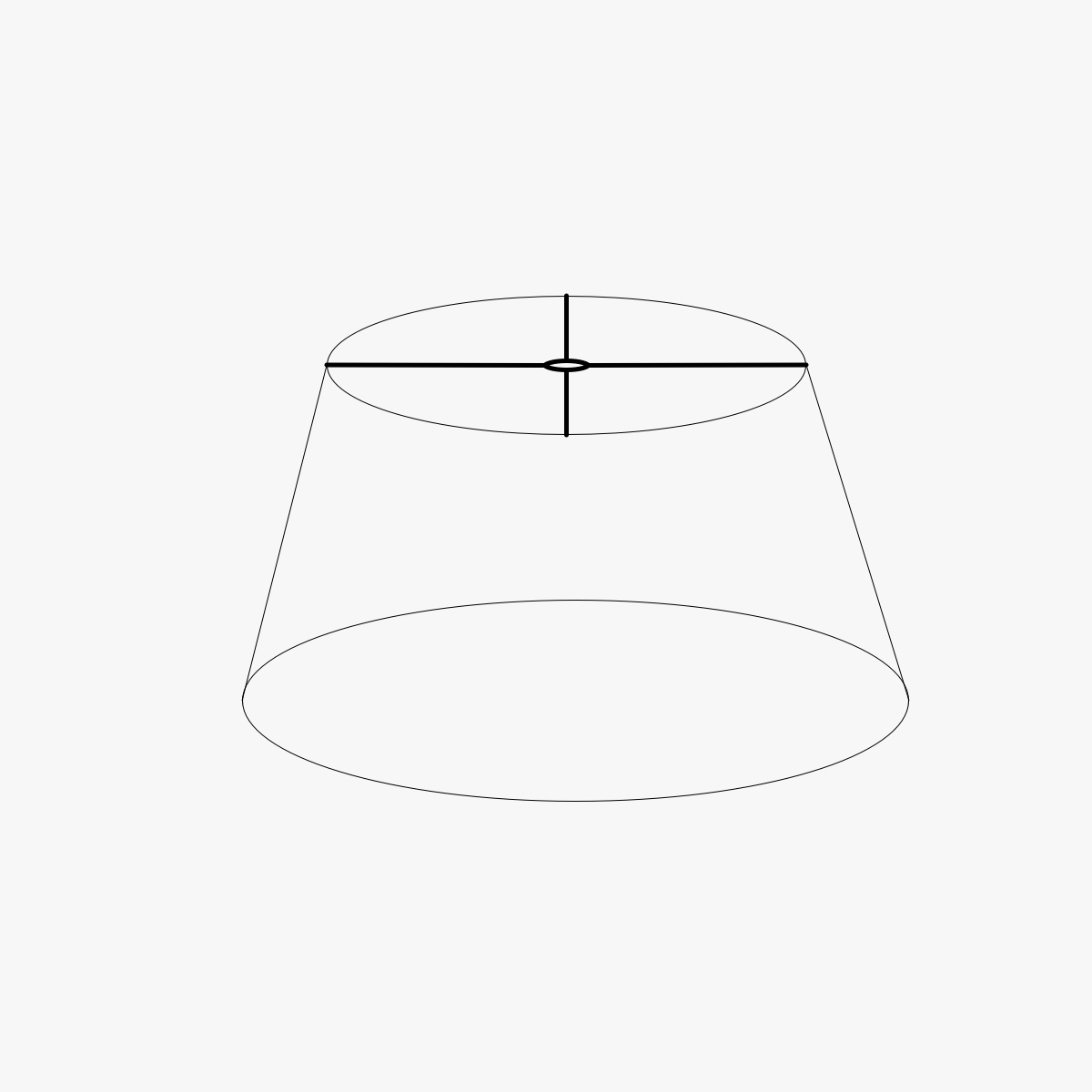
(B) Spindelfäste för lyra där lampskärmen skruvas fast på lyran eller motsvarande metallstång med en synlig innergängad avslutningsknopp ovanpå skärmen.
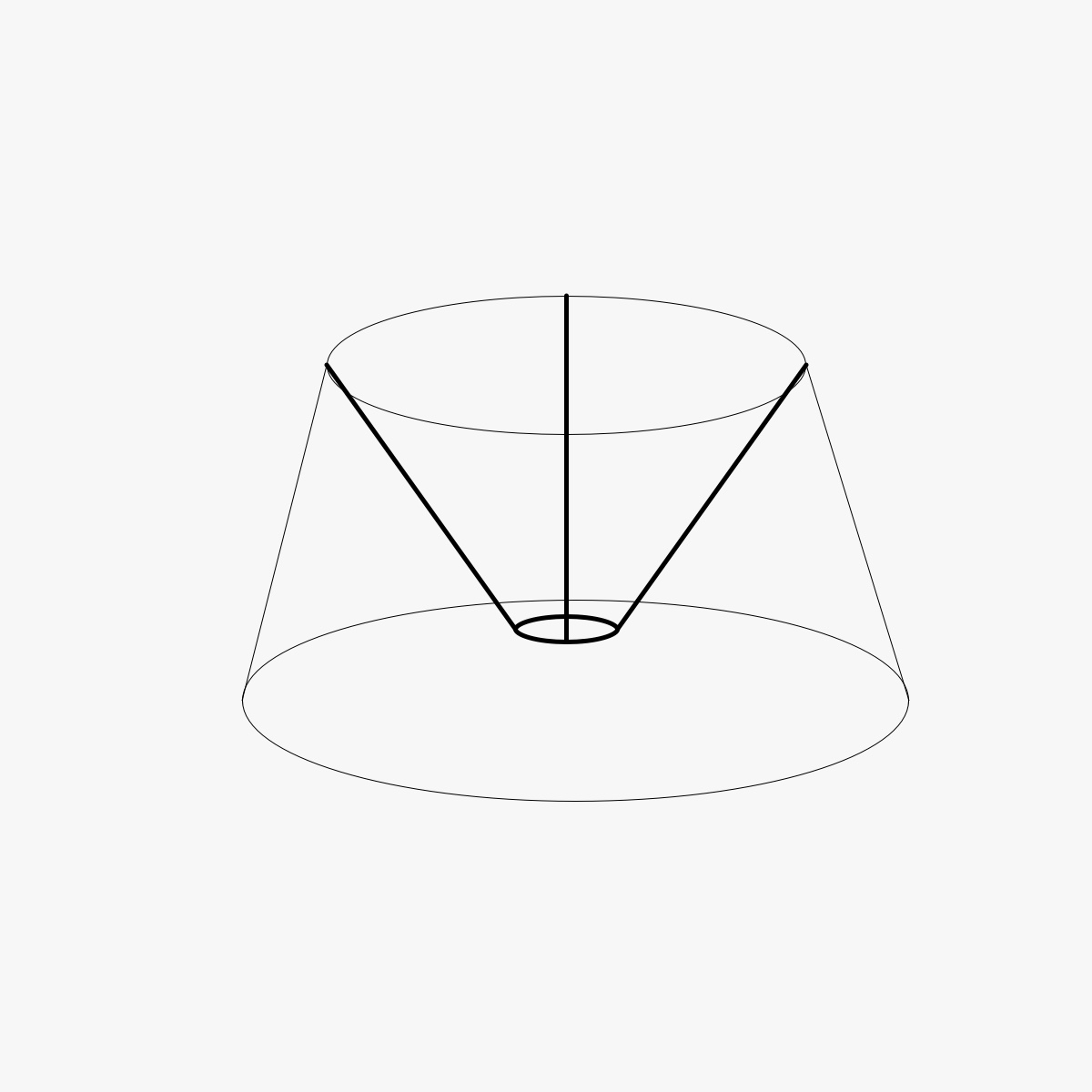
(C) Bottenringfäste, eller bara ringfäste, för gängad lamphållare där lampskärmen träs över lamphållaren och skruvas fast vanligtvis mellan två ringar.
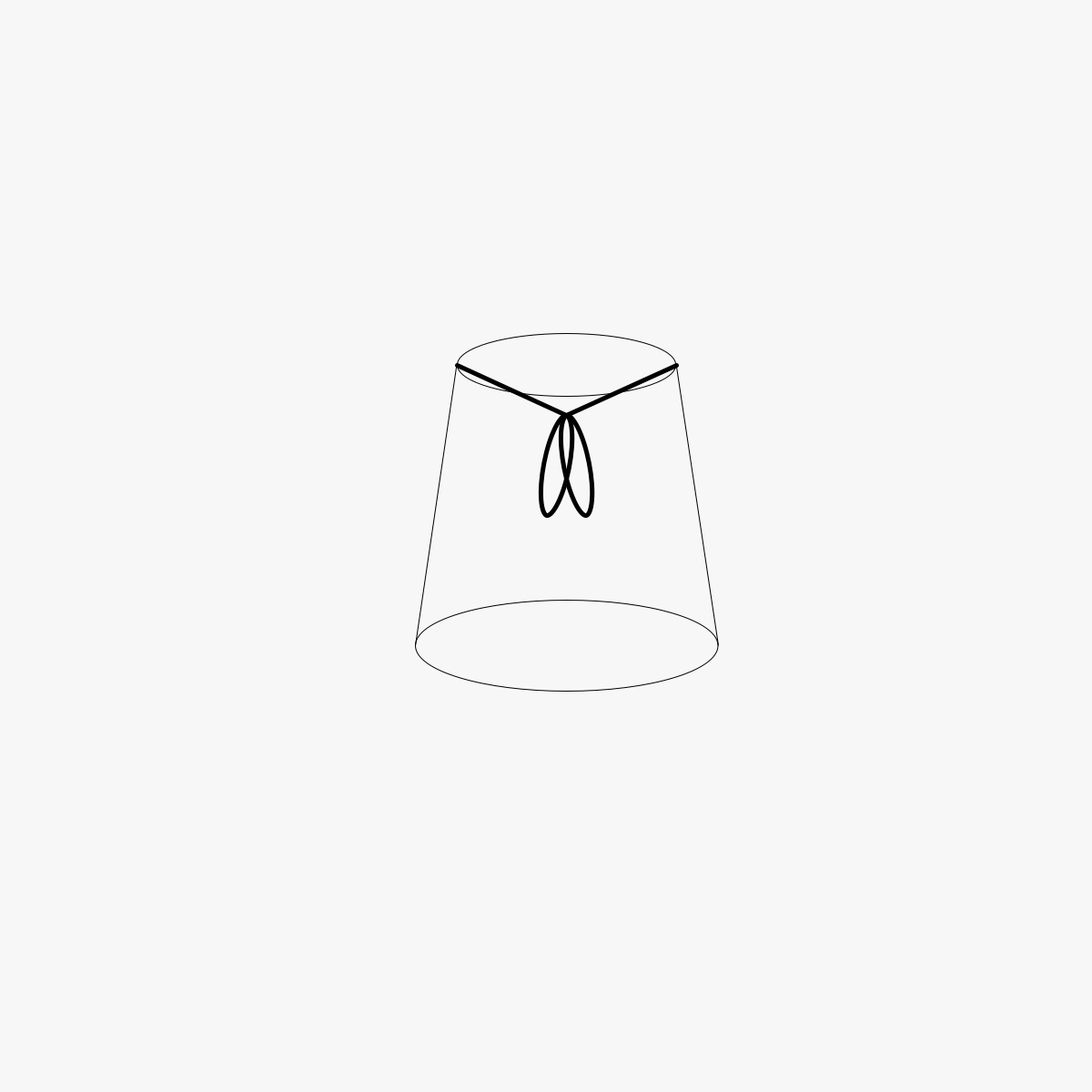
(D) Klofäste, eller glödlampsfäste, där lampskärmen kläms fast på en glödlampsformad ljuskälla. Vanligast på mindre så kallade lampettskärmar.

## Galleri

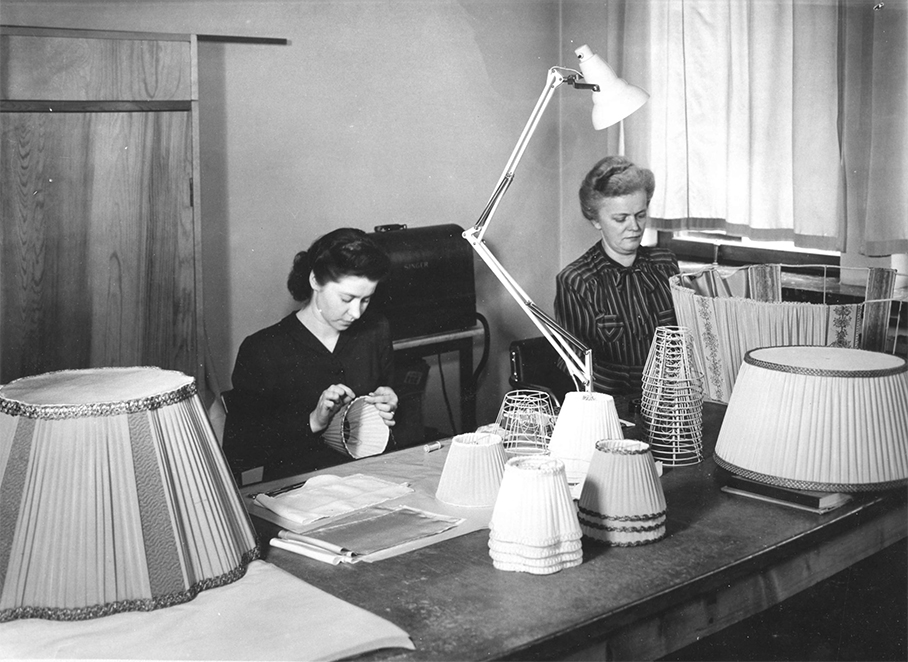
Svensk tillverkning av fodrade textilskärmar av sidentyg, 1940-tal.
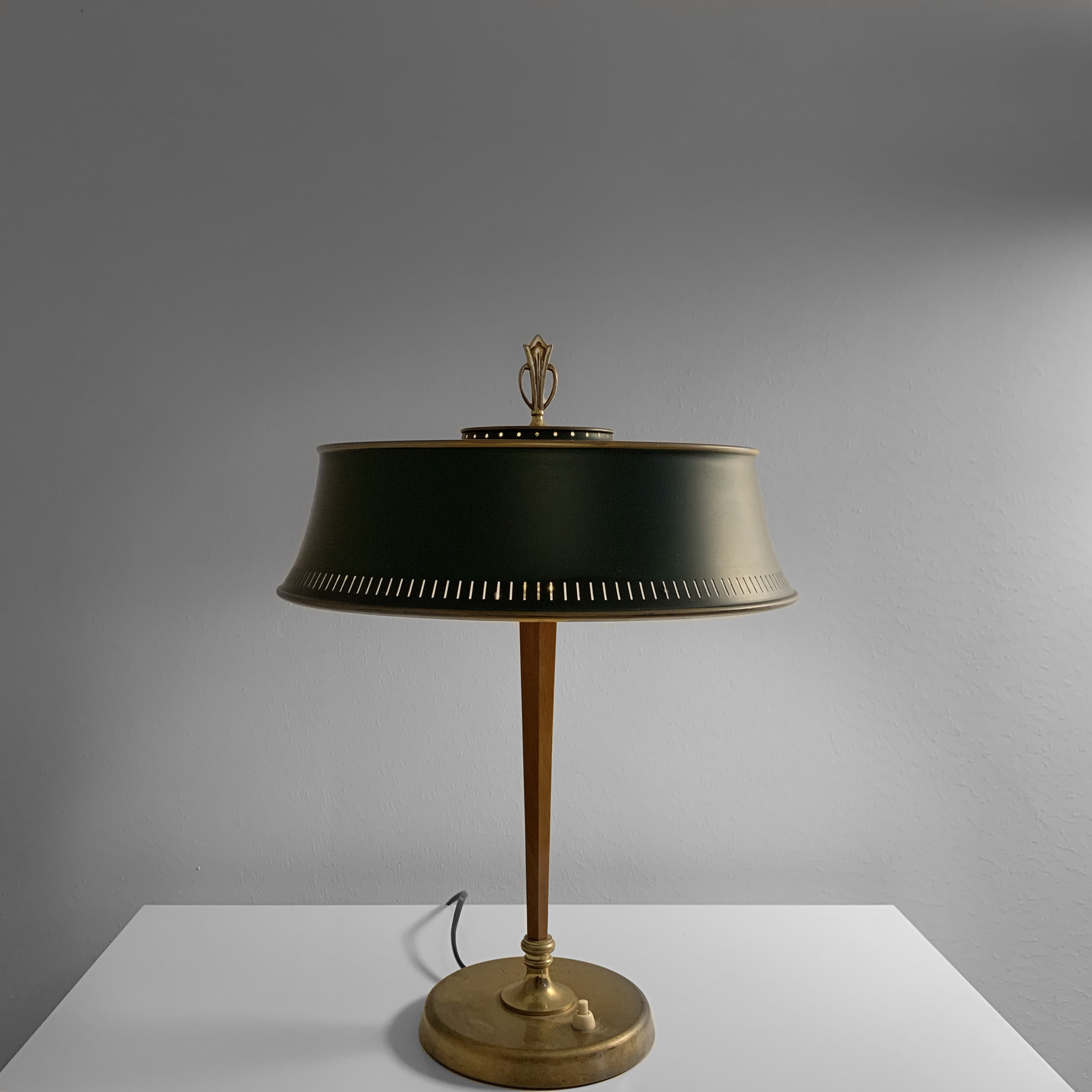
Lampskärm av lackerad aluminium med slitsperforering.
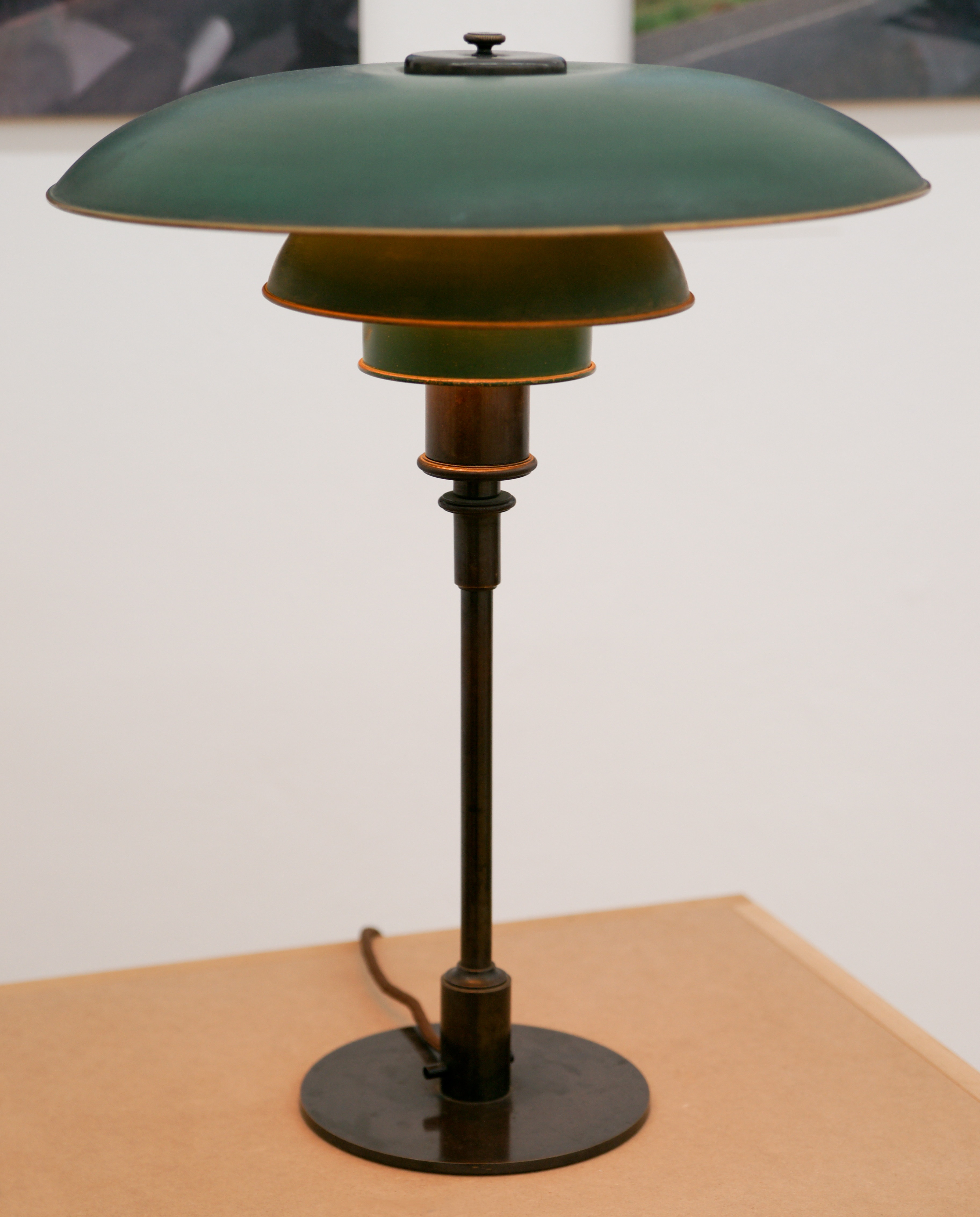
Lampskärm bestående av så kallat flerskärmsystem som omformar ljuset.
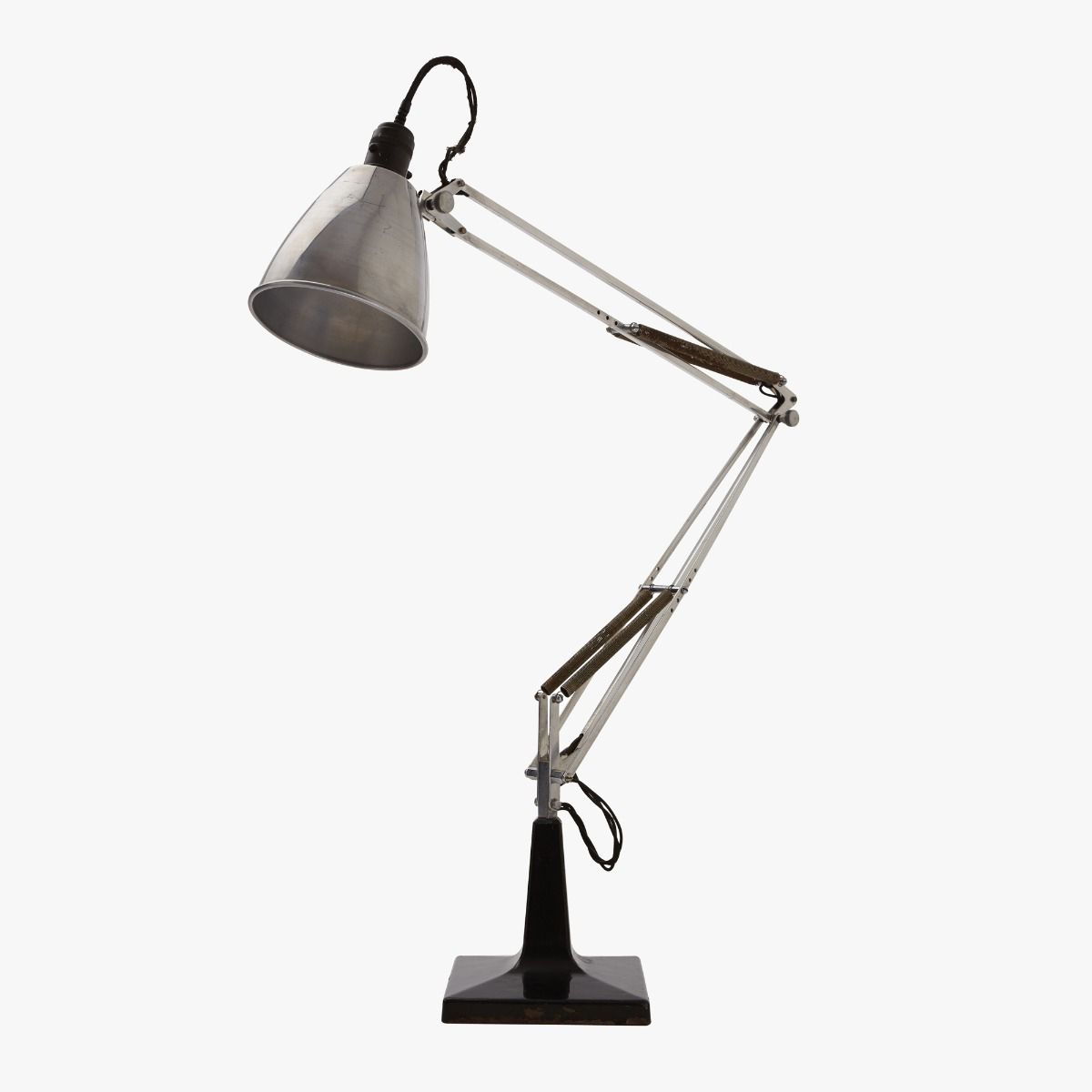
Arbetslampa med lampskärm av metallplåt som även fungerar som reflektor.
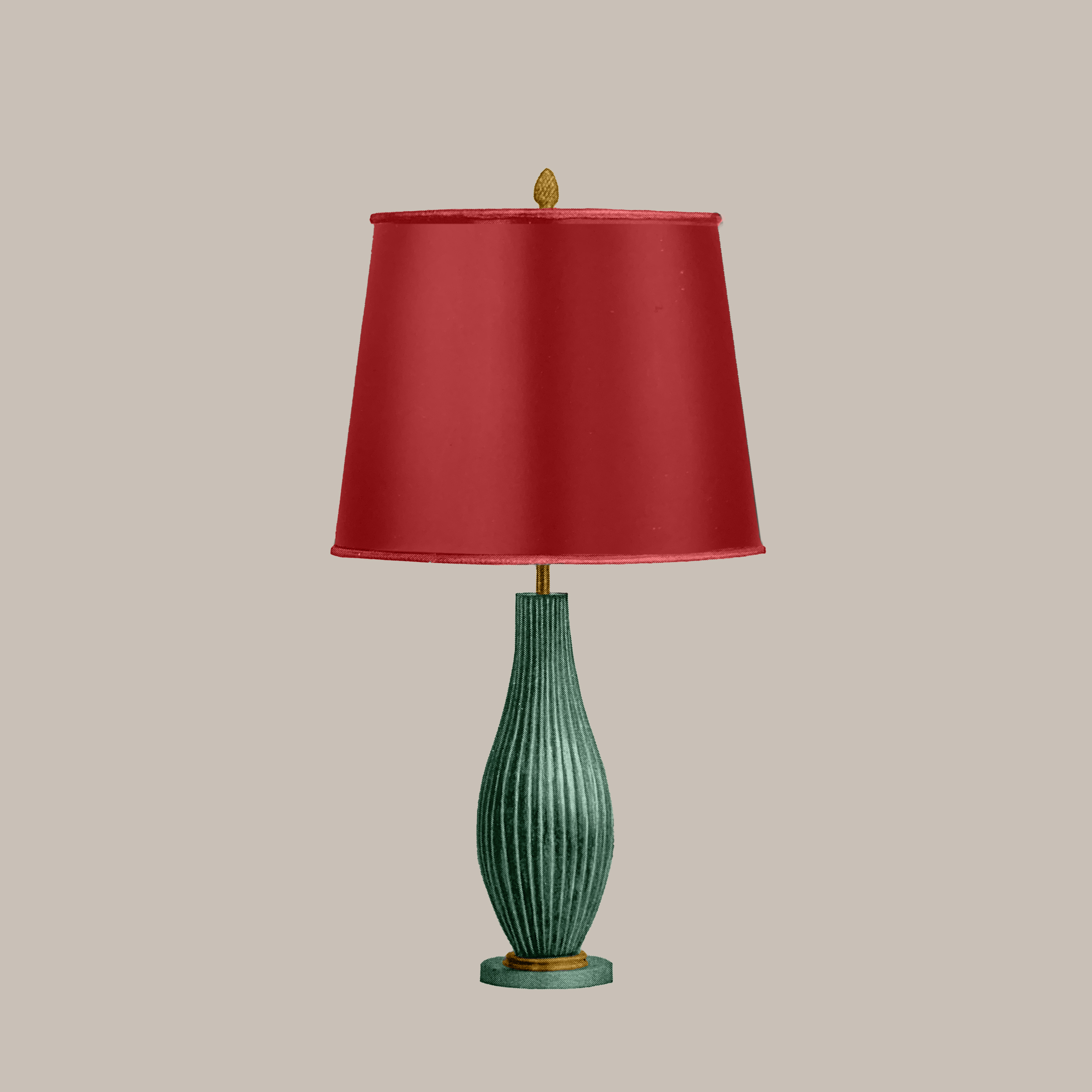
Cylindrisk spänd lampskärm med spindelfäste och gängad fästknopp ovanpå.